# Lee Orr
Lee Orr (Lee Pearce Orr; * 12. April 1917 in Saskatchewan; † 23. Juli 2009 in Monroe, Washington, Vereinigte Staaten) war ein kanadischer Sprinter.
Bei den Olympischen Spielen 1936 schied er über 100 m im Vorlauf aus und kam über 200 m und in der 4-mal-100-Meter-Staffel jeweils auf den fünften Platz.
1938 schied der bei den British Empire Games in Sydney über 440 Yards im Vorlauf aus und siegte mit der kanadischen 4-mal-440-Yards-Stafette.
Als Student der Washington State University wurde er 1940 NCAA-Meister über 440 Yards.

## Persönliche Bestzeiten
- 100 m: 10,5 s, 1. Juli 1936, Vancouver
- 200 m: 21,2 s, 22. Mai 1937, Seattle
- 400 m: 46,5 s, 8. Juni 1940, Princeton